# Cosmetus
Cosmetus is een geslacht van hooiwagens uit de familie Cosmetidae.
De wetenschappelijke naam Cosmetus is voor het eerst geldig gepubliceerd door Perty in 1833. 

## Soorten
Cosmetus omvat de volgende 19 soorten:
- Cosmetus arietinus
- Cosmetus biacutus
- Cosmetus birramosus
- Cosmetus columnaris
- Cosmetus coxaepunctatus
- Cosmetus delicatus
- Cosmetus flavopictus
- Cosmetus mesacanthus
- Cosmetus migdaliae
- Cosmetus peruvicus
- Cosmetus pleurostigma
- Cosmetus pulchrus
- Cosmetus serrulatus
- Cosmetus soerenseni
- Cosmetus testidineus
- Cosmetus turritus
- Cosmetus unispinosus
- Cosmetus variolosus
- Cosmetus varius